# Directivitat

Diagrama que mostra la directivitat: la densitat de potència més alta d'aquesta antena es troba en la direcció del lòbul vermell

En electromagnètica, la directivitat és un paràmetre d'una antena o sistema òptic que mesura el grau en què la radiació emesa es concentra en una única direcció. És la relació entre la intensitat de radiació en una direcció determinada des de l'antena i la intensitat de radiació mitjana en totes les direccions. Per tant, la directivitat d'un hipotètic radiador isotròpic, una font d'ones electromagnètiques que irradia la mateixa potència en totes direccions, és d'1 o 0 dBi.
La directivitat d'una antena és més gran que el seu guany per un factor d'eficiència, l'eficiència de radiació. La directivitat és una mesura important perquè moltes antenes i sistemes òptics estan dissenyats per irradiar ones electromagnètiques en una sola direcció o en un angle estret. Segons el principi de reciprocitat, la directivitat d'una antena en rebre és igual a la seva directivitat en transmetre.
La directivitat d'una antena real pot variar des d'1,76 dBi per a un dipol curt fins a 50 dBi per a una antena parabòlica gran.

## Definició

Diagrama que il·lustra com es defineix la directivitat. Mostra el patró de radiació d'una antena direccional (R, gris) que irradia la màxima potència al llarg de l'eix z, i el patró d'una antena isotròpica (R_{iso}, verd) amb la mateixa potència radiada total. La directivitat es defineix com la relació entre la força màxima del senyal S radiada per l'antena i la força del senyal S _{iso} irradiada per l'antena isòtropa Com que l'antena direccional irradia la major part de la seva potència en un petit angle sòlid al voltant de l'eix z, la seva intensitat màxima del senyal és molt més gran que l'antena isòtropa que distribueix la mateixa potència en totes direccions. Així la directivitat és molt més gran que un.

La directivitat, {\displaystyle D}, d'una antena es defineix per a tots els angles incidents d'una antena. El terme "guany directiu" està obsolet per IEEE. Si no s'especifica un angle relatiu a l'antena, es suposa que la directivitat es refereix a l'eix de màxima intensitat de radiació.
{\displaystyle D(\theta ,\phi )={\frac {U(\theta ,\phi )}{P_{\text{tot}}/\left(4\pi \right)}}.}
Aquí {\displaystyle \theta } i {\displaystyle \phi } són l'angle zenital i l'angle azimut respectivament en els angles de coordenades esfèriques estàndard; {\displaystyle U(\theta ,\phi )} és la intensitat de la radiació, que és la potència per unitat d'angle sòlid; i {\displaystyle P_{\text{tot}}} és la potència radiada total. Les quantitats {\displaystyle U(\theta ,\phi )} i {\displaystyle P_{\text{tot}}} satisfer la relació
{\displaystyle P_{\text{tot}}=\int _{\phi =0}^{\phi =2\pi }\int _{\theta =0}^{\theta =\pi }U\sin \theta \,d\theta \,d\phi ;}
és a dir, la potència radiada total {\displaystyle P_{\text{tot}}} és la potència per unitat d'angle sòlid {\displaystyle U(\theta ,\phi )} integrat sobre una superfície esfèrica. Com que hi ha 4π esteradians a la superfície d'una esfera, la quantitat {\displaystyle P_{\text{tot}}/(4\pi )} representa la potència mitjana per unitat d'angle sòlid.
En altres paraules, la directivitat és la intensitat de radiació d'una antena en un determinat {\displaystyle (\theta ,\phi )} combinació de coordenades dividida per quina hauria estat la intensitat de la radiació si l'antena hagués estat una antena isòtropa que irradiés la mateixa quantitat de potència total a l'espai.
La directivitat, si no s'especifica una direcció, és el valor màxim de guany de directiva que es troba entre tots els angles sòlids possibles:
{\displaystyle {\begin{aligned}D&=\max \left({\frac {U}{P_{\text{tot}}/\left(4\pi \right)}}\right)\\[3pt]&={\frac {\left.U(\theta ,\phi )\right|_{\text{max}}}{{\frac {1}{4\pi }}\int _{0}^{2\pi }\int _{0}^{\pi }U(\theta ,\phi )\sin \theta \,d\theta \,d\phi }}.\end{aligned}}}

## En matrius d'antenes
En una matriu d'antenes, la directivitat és un càlcul complicat en el cas general. Per a una matriu lineal, la directivitat sempre serà menor o igual al nombre d'elements. Per a una matriu lineal estàndard (SLA), on és l'espaiat dels elements {\textstyle {\frac {\lambda }{2}}}, la directivitat és igual a la inversa del quadrat de la norma 2 del vector de pes de la matriu, sota el supòsit que el vector de pes està normalitzat de manera que la seva suma sigui la unitat.
{\displaystyle D_{\text{SLA}}={1 \over {\vec {w}}^{\textsf {H}}{\vec {w}}}\leq N}
En el cas d'un SLA ponderat uniformement (no afilat), això redueix simplement a N, el nombre d'elements de matriu.
Per a una matriu plana, el càlcul de la directivitat és més complicat i requereix la consideració de les posicions de cada element de la matriu respecte a tots els altres i respecte a la longitud d'ona. Per a una matriu plana rectangular o espaiada hexagonalment amb elements no isòtrops, la directivitat màxima es pot estimar utilitzant la relació universal de l'obertura efectiva a la directivitat, {\textstyle {\frac {\lambda ^{2}}{4\pi }}} ,
{\displaystyle D=A_{e}{4{\pi } \over \lambda ^{2}}=Ndx\,dy\,\eta {4\pi  \over \lambda ^{2}}}
on dx i dy són els espais d'elements en les dimensions x i y i {\displaystyle \eta } és l'"eficiència d'il·luminació" de la matriu que té en compte la reducció i l'espaiat dels elements de la matriu. Per a una matriu no afilada amb elements a menys de {\displaystyle \lambda } espaiat, {\displaystyle \eta =1}. Tingueu en compte que per a una matriu rectangular estàndard (SRA) sense cònic, on {\textstyle dx=dy={\lambda  \over 2}}, això es redueix a {\displaystyle D\approx N\pi }. Per a una matriu rectangular estàndard (SRA) sense cònic, on {\displaystyle dx=dy=\lambda }, això es redueix a un valor màxim de {\displaystyle D_{\text{max}}\approx 4N\pi }. La directivitat d'una matriu plana és el producte del guany de la matriu, i la directivitat d'un element (suposant que tots els elements són idèntics) només en el límit quan l'espai entre elements es fa molt més gran que lambda. En el cas d'una matriu escassa, on l'espai entre elements {\displaystyle >\lambda }, {\displaystyle \eta } es redueix perquè la matriu no està il·luminada uniformement.
Hi ha una raó físicament intuïtiva per a aquesta relació; essencialment, hi ha un nombre limitat de fotons per unitat d'àrea per ser capturats per les antenes individuals. Col·locar dues antenes d'alt guany molt a prop l'una de l'altra (menys d'una longitud d'ona) no compra el doble de guany, per exemple. Per contra, si l'antena està a més d'una longitud d'ona, hi ha fotons que cauen entre els elements i no es recullen en absolut. Per això s'ha de tenir en compte la mida de l'obertura física.
Suposem una matriu rectangular estàndard sense cònic de 16 × 16 (el que significa que els elements estan espaiats a {\textstyle {\frac {\lambda }{2}}}.) El guany de la matriu és {\displaystyle 10\log _{10}(N)=10\log _{10}(256)=24.1} dB. Si la matriu es reduís, aquest valor baixaria. La directivitat, assumint elements isòtrops, és de 25,9 dBi. Ara assumeix elements amb una directivitat de 9,0 dBi. La directivitat no és de 33,1 dBi, sinó de només 29,2 dBi. La raó d'això és que l'obertura efectiva dels elements individuals limita la seva directivitat. Així, {\textstyle D=A_{e}{\frac {4\pi }{\lambda ^{2}}}=Ndx\,dy\,\eta {\frac {4\pi }{\lambda ^{2}}}=N{\frac {\lambda }{2}}{\frac {\lambda }{2}}{\frac {4\pi }{\lambda ^{2}}}=N\pi }. Nota, en aquest cas {\displaystyle \eta =1} perquè la matriu no és cònic. Per què la petita diferència de {\displaystyle 10\log _{10}(N\pi )={}} 29,05 dBi? Els elements al voltant de la vora de la matriu no estan tan limitats en la seva obertura efectiva com ho són la majoria dels elements.
Ara movem els elements de la matriu a {\displaystyle \lambda } espaiat. A partir de la fórmula anterior, esperem que la directivitat assoleixi el màxim {\textstyle D=A_{e}{\frac {4\pi }{\lambda ^{2}}}=Ndx\,dy\,\eta {\frac {4\pi }{\lambda ^{2}}}=N\lambda \,\lambda \,{\frac {4\pi }{\lambda ^{2}}}=4N\pi }. El resultat real és de 34,6380 dBi, just per sota dels 35,0745 dBi ideals que esperàvem. Per què la diferència de l'ideal? Si l'espaiat en les dimensions x i y és {\displaystyle \lambda }, aleshores l'espaiat al llarg de les diagonals és {\displaystyle \lambda {\sqrt {2}}}, creant així petites regions a la matriu general on es perden fotons, donant lloc a {\displaystyle \eta <1}.
Ara aneu a {\displaystyle 10\lambda } espaiat. El resultat ara hauria de convergir a N vegades el guany de l'element, o {\displaystyle 10\log _{10}(N)} + 9 dBi = 33,1 dBi. El resultat real és de fet, 33,1 dBi.
Per a matrius d'antenes, l'expressió de forma tancada per a Directivitat per a matrius de fonts isòtropes progressivament en fase vindrà donada per,
{\displaystyle D={\frac {\left(\sum \limits _{n=1}^{N}I_{n}\right)^{2}}{\sum \limits _{m=1}^{N}\sum \limits _{n=1}^{N}I_{m}I_{n}e^{j(\beta _{m}-\beta _{n})}\operatorname {sinc} {\big (}2r_{mn}{\big )}}}}
on,
{\displaystyle N} és el nombre total d'elements a l'obertura;
{\displaystyle \{x_{n},y_{n},z_{n}\}} representa la ubicació dels elements en el sistema de coordenades cartesianes;
{\displaystyle I_{n}e^{j\beta _{n}}} és el coeficient d'excitació complex de la {\displaystyle n^{\textrm {th}}} -element;
{\displaystyle \beta _{n}=-k(x_{n}\sin \theta _{\tau }\cos \phi _{\tau }+y_{n}\sin \theta _{\tau }\sin \phi _{\tau }+z_{n}\cos \theta _{\tau })} és el component de fase (fase progressiva);
{\textstyle k={\frac {2\pi }{\lambda }}} és el nombre d'ona;
{\displaystyle \{\theta _{\tau },\phi _{\tau }\}} és la ubicació angular de l'objectiu de camp llunyà;
{\displaystyle r_{mn}={\sqrt {(x_{m}-x_{n})^{2}+(y_{m}-y_{n})^{2}+(z_{m}-z_{n})^{2}}}} és la distància euclidiana entre {\displaystyle m^{\textrm {}}} i {\displaystyle n^{\textrm {}}} element a l'obertura, i
{\textstyle \operatorname {sinc} (x)={\frac {1}{\pi x}}\sin(\pi x)}
Estudis addicionals sobre expressions de directivitat per a diversos casos, com si les fonts són omnidireccionals (fins i tot en l'entorn de matriu), com si el prototip d'element-patró pren la forma {\textstyle \sin ^{\mu }\theta \cos ^{\nu }\theta ,\;\left(\mu >-1,\nu >-{\frac {1}{2}}\right)}, i no limitar-se a la fase progressiva que es pot fer.

## Expressió en decibels
La directivitat rarament s'expressa com el nombre sense unitat {\displaystyle D} sinó com a comparació de decibels amb una antena de referència:
{\displaystyle D_{\text{dB}}=10\log _{10}\left[{\frac {D}{D_{\text{reference}}}}\right].}
L'antena de referència sol ser el radiador isòtrop perfecte teòric, que irradia uniformement en totes les direccions i, per tant, té una directivitat d'1. Per tant, el càlcul es simplifica a
{\displaystyle D_{\text{dBi}}=10\log _{10}D.}
Una altra antena de referència comuna és el teòric dipol de mitja ona perfecte, que irradia perpendicularment a si mateix amb una directivitat d'1,64:
{\displaystyle D_{\text{dBd}}\approx 10\log _{10}\left[{\frac {D}{1.64}}\right].}